# Rosey Fletcher
Gabrielle Rose „Rosey” Fletcher (ur. 30 listopada 1975 w Anchorage) – amerykańska snowboardzistka, brązowa medalistka olimpijska, dwukrotna wicemistrzyni świata.

## Kariera
W zawodach Pucharu Świata zadebiutowała 6 grudnia 1996 roku w Sestriere, zajmując trzecie miejsce w gigancie. Tym samym już w swoim debiucie nie tylko wywalczyła pierwsze pucharowe punkty, ale od razu stanęła na podium. W zawodach tych wyprzedziły ją jedynie Włoszka Margherita Parini i Austriaczka Birgit Herbert. Łącznie 20 razy stawała na podium zawodów PŚ, odnosząc przy tym osiem zwycięstw: pięć w slalomie równoległym (PSL), dwa w gigancie i jedno w supergigancie. Najlepsze wyniki osiągała w sezonie 2000/2001, kiedy to zajęła trzecie miejsce w klasyfikacji generalnej i klasyfikacji slalomu równoległego.
Pierwszy medal wywalczyła na mistrzostwach świata w Berchtesgaden w 1999 roku, zajmując drugie miejsce w gigancie równoległym (PGS). Rozdzieliła tam Francuzkę Isabelle Blanc i Åsę Windahl ze Szwecji. Wynik ten powtórzyła podczas mistrzostw świata w Madonna di Campiglio w 2001 roku. Tym razem uplasowała się między Francuzką Karine Ruby i Carmen Ranigler z Włoch. Była też między innymi czwarta w PSL na mistrzostwach świata w Kreischbergu (2003) i mistrzostwach świata w Whistler (2005), przegrywając walkę o podium, odpowiednio ze Szwedką Sarą Fischer i Austriaczką Doresią Krings. W 1998 roku wystartowała na igrzyskach olimpijskich w Nagano, zajmując 25. miejsce w gigancie. Na rozgrywanych cztery lata później igrzyskach w Salt Lake City rywalizację w PGS ukończyła na 26. pozycji. Brała też udział w igrzyskach olimpijskich w Turynie w 2006 roku, zdobywając brązowy medal w gigancie równoległym. Uległa tam Danieli Meuli ze Szwajcarii i Niemce Amelie Kober.
W 2006 r. zakończyła karierę.

## Osiągnięcia

### Igrzyska olimpijskie
| Miejsce | Dzień     | Rok  | Miejscowość    | Konkurencja       | Zwyciężczyni   |
| ------- | --------- | ---- | -------------- | ----------------- | -------------- |
| DNF     | 9 lutego  | 1998 | Nagano         | Gigant            | Karine Ruby    |
| 26.     | 15 lutego | 2002 | Salt Lake City | Gigant równoległy | Isabelle Blanc |
| 3.      | 23 lutego | 2006 | Turyn          | Gigant równoległy | Daniela Meuli  |

### Mistrzostwa świata
| Miejsce | Dzień       | Rok  | Miejscowość          | Konkurencja       | Zwyciężczyni      |
| ------- | ----------- | ---- | -------------------- | ----------------- | ----------------- |
| 5.      | 21 stycznia | 1997 | San Candido          | Gigant            | Sondra van Ert    |
| 19.     | 12 stycznia | 1999 | Berchtesgaden        | Gigant            | Margherita Parini |
| 2.      | 14 stycznia | 1999 | Berchtesgaden        | Gigant równoległy | Isabelle Blanc    |
| 22.     | 15 stycznia | 1999 | Berchtesgaden        | Slalom równoległy | Marion Posch      |
| 6.      | 23 stycznia | 2001 | Madonna di Campiglio | Gigant            | Karine Ruby       |
| 2.      | 24 stycznia | 2001 | Madonna di Campiglio | Gigant równoległy | Ursula Bruhin     |
| 9.      | 26 stycznia | 2001 | Madonna di Campiglio | Slalom równoległy | Karine Ruby       |
| 11.     | 13 stycznia | 2003 | Kreischberg          | Gigant równoległy | Ursula Bruhin     |
| 4.      | 15 stycznia | 2003 | Kreischberg          | Slalom równoległy | Isabelle Blanc    |
| 39.     | 18 stycznia | 2005 | Whistler             | Gigant równoległy | Manuela Riegler   |
| 4.      | 19 stycznia | 2005 | Whistler             | Slalom równoległy | Daniela Meuli     |

### Puchar Świata

#### Miejsca w klasyfikacji generalnej
- sezon 1996/1997: 27.
- sezon 1997/1998: 58.
- sezon 1998/1999: 57.
- sezon 1999/2000: 9.
- sezon 2000/2001: 3.
- sezon 2001/2002: -
- sezon 2002/2003: -
- sezon 2003/2004: -
- sezon 2004/2005: -
- sezon 2005/2006: 34.

#### Miejsca na podium
1. Sestriere – 6 grudnia 1996 (gigant) - 3. miejsce
2. Sun Peaks – 18 grudnia 1996 (gigant) - 3. miejsce
3. Bardonecchia – 8 marca 1997 (gigant) - 1. miejsce
4. Mount Bachelor – 15 grudnia 1998 (supergigant) - 1. miejsce
5. Sestriere – 30 listopada 1999 (gigant równoległy) - 2. miejsce
6. Mont-Sainte-Anne – 18 grudnia 1999 (gigant) - 1. miejsce
7. Tandådalen – 27 stycznia 2000 (slalom równoległy) - 2. miejsce
8. San Candido – 10 marca 2000 (slalom równoległy) - 1. miejsce
9. Whistler – 11 grudnia 2000 (gigant) - 3. miejsce
10. Mont-Sainte-Anne – 16 grudnia 2000 (gigant) - 3. miejsce
11. Kreischberg – 7 stycznia 2001 (slalom równoległy) - 1. miejsce
12. Bad Gastein – 31 stycznia 2001 (slalom równoległy) - 1. miejsce
13. Monachium – 3 lutego 2001 (slalom równoległy) - 3. miejsce
14. Asahikawa – 24 lutego 2001 (gigant równoległy) - 2. miejsce
15. Berchtesgaden – 9 lutego 2001 (slalom równoległy) - 1. miejsce
16. Tandådalen – 21 marca 2002 (slalom równoległy) - 3. miejsce
17. Tandådalen – 6 grudnia 2002 (slalom równoległy) - 1. miejsce
18. Bad Gastein – 5 stycznia 2003 (slalom równoległy) - 3. miejsce
19. Lake Placid – 3 marca 2005 (gigant równoległy) - 3. miejsce
20. Kreischberg – 8 stycznia 2006 (gigant równoległy) - 2. miejsce

- W sumie 8 zwycięstw, 4 drugie i 8 trzecich miejsc.